# Zoraida di Granata
Zoraida di Granata és una òpera en dos actes de Gaetano Donizetti, amb llibret de Bartolomeo Merelli, basat en Gonzalve de Cordoue ou Grenade Reconquise de Jean Pierre Claris de Florian (1791). S'estrenà al Teatro Argentina de Roma el 28 de gener de 1822.	